# Hibiscus gregoryi
Hibiscus gregoryi är en malvaväxtart som beskrevs av Antonio Krapovickas och Fryxell. Hibiscus gregoryi ingår i Hibiskussläktet som ingår i familjen malvaväxter. Inga underarter finns listade i Catalogue of Life.